# HMAS Vampire (D68)
«Вампайр» (D68) (англ. HMAS Vampire (D68) — військовий корабель, ескадрений міноносець типу «V» Королівського військово-морського флоту Великої Британії та Королівського австралійського ВМФ за часів Другої світової війни.
«Вампайр» був закладений 10 жовтня 1916 року на верфі компанії J. Samuel White, Коуз. 22 вересня 1917 року увійшов до складу Королівських ВМС Великої Британії. У жовтні 1933 року переданий до Королівського флоту Австралії.